# Bovésia

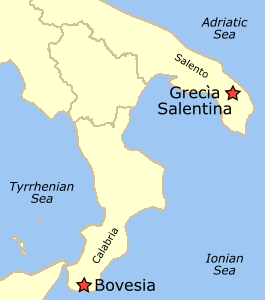
Localização da Grecìa Salentina e Bovesia.

Bovesia, ou Grecìa Calabra, é uma região da Itália onde fala-se o griko.